# Najlon
Najlon (eng. nylon) skupno je ime za obitelj umjetnih polimera - poliamida koje je prvi proizveo američki kemičar Wallace Carothers 28. veljače 1935. dok je radio za tvrtku Du Pont.
Najlon je dizajnerski polimer posebno osmišljen i pripravljen kao zamjena za skupocjenu svilu. Naziv "najlon" potječe od naziva gradova New York i London. Najlonska se vlakna odlikuju izrazitom jakošću i čvrstoćom jer se poliamidni lanci, poput polipetidnih lanaca, povezuju snažnim vodikovim vezama. Otkriće najlona označuje novo razdoblje u tehnologiji vlakana i tkanina te mu je upotreba i danas vrlo raširena poput proizvodnje najlonskih čarapa.